# SourceWatch
SourceWatch (ранее Disinfopedia) — коллективный вики-проект, поддерживаемый прогрессивной организацией Центр СМИ и демократии (CMD). По данным сайта проекта он стремится создать каталог общественных PR-компаний и аналитических центров, организаций и экспертов, финансируемых индустрией, которые работают для формирования общественного мнения и государственной политики в интересах корпораций, правительств и лоббистких групп.  Сайт регулярно упоминается как новостной источник, в таких изданиях, как Нью-Йорк Таймс и Sunday Times . В отличие от некоторых других вики, SourceWatch придерживается политики обязательного указания ссылок на источники и находится под контролем редакторов, работающих за деньги.
С апреля 2005 года, только зарегистрированные пользователи могут редакторами SourceWatch (в отличие от Википедии, где могут участвовать не зарегистрированные пользователи). По данным статистики сайта в октябре 2011 года SourceWatch содержит более 57 000 статей. Вики широко использует выдержки из статей в прессе. Содержание сайта лицензировано под GNU Free Documentation License.